# Veletržní pohár 1963/1964
Sezóna 1963/64 Veletržního poháru byla 6. ročníkem tohoto poháru. Mohl se účastnit jenom jeden klub z každého města, takže bylo běžné, že více týmů z jednoho města do turnaje vyslalo společnou reprezentaci města. Vítězem se stal tým Real Zaragoza.

## První kolo
| Tým #1              | Celk. | Tým #2                 | 1. zápas | 2. zápas | příp. 3. zápas |
| ------------------- | ----- | ---------------------- | -------- | -------- | -------------- |
| Kodaň XI            | 4 - 9 | Arsenal FC             | 1 - 7    | 3 - 2    |                |
| FC Aris Bonnevoie   | 0 - 2 | RFC de Liège           | 0 - 2    | 0 - 0    |                |
| Glentoran FC        | 1 - 7 | Partick Thistle FC     | 1 - 4    | 0 - 3    |                |
| Spartak ZJŠ Brno    | 7 - 1 | Servette FC            | 5 - 0    | 2 - 1    |                |
| FC Lausanne-Sport   | 4 - 4 | Heart of Midlothian FC | 2 - 2    | 2 - 2    | 3 - 2(prodl.)  |
| Iraklis Soluň       | 1 - 9 | Real Zaragoza          | 0 - 3    | 1 - 6    |                |
| Juventus FC         | 3 - 3 | OFK Bělehrad           | 2 - 1    | 1 - 2    | 1 - 0          |
| Atlético Madrid     | 2 - 1 | FC Porto               | 2 - 1    | 0 - 0    |                |
| SK Rapid Wien       | 4 - 2 | Racing Paříž           | 1 - 0    | 3 - 2    |                |
| Shamrock Rovers FC  | 2 - 3 | Valencia CF            | 0 - 1    | 2 - 2    |                |
| SC Leipzig          | 2 - 3 | Újpest FC              | 0 - 0    | 2 - 3    |                |
| Steagul Rosu Brasov | 2 - 5 | Lokomotiv Plovdiv      | 1 - 3    | 1 - 2    |                |
| Hertha BSC          | 1 - 5 | AS Řím                 | 1 - 3    | 0 - 2    |                |
| Trešnjevka Záhřeb   | 1 - 4 | Belenenses             | 0 - 2    | 1 - 2    |                |
| Köln                | 4 - 2 | KAA Gent               | 3 - 1    | 1 - 1    |                |
| DOS Utrecht         | 2 - 8 | Sheffield Wednesday    | 1 - 4    | 1 - 4    |                |

## Druhé kolo
| Tým #1             | Celk. | Tým #2              | 1. zápas | 2. zápas |
| ------------------ | ----- | ------------------- | -------- | -------- |
| Arsenal FC         | 2 - 4 | RFC de Liège        | 1 - 1    | 1 - 3    |
| Partick Thistle FC | 3 - 6 | Spartak ZJŠ Brno    | 3 - 2    | 0 - 4    |
| FC Lausanne-Sport  | 1 - 5 | Real Zaragoza       | 1 - 2    | 0 - 3    |
| Juventus FC        | 3 - 1 | Atlético Madrid     | 1 - 0    | 2 - 1    |
| SK Rapid Wien      | 2 - 3 | Valencia CF         | 0 - 0    | 2 - 3    |
| Újpest FC          | 3 - 1 | Lokomotiv Plovdiv   | 0 - 0    | 3 - 1    |
| AS Řím             | 3 - 1 | Belenenses          | 2 - 1    | 1 - 0    |
| Köln               | 5 - 3 | Sheffield Wednesday | 3 - 2    | 2 - 1    |

## Čtvrtfinále
| Tým #1        | Celk. | Tým #2           | 1. zápas | 2. zápas | příp. 3. zápas |
| ------------- | ----- | ---------------- | -------- | -------- | -------------- |
| RFC de Liège  | 2 - 2 | Spartak ZJŠ Brno | 2 - 0    | 0 - 2    | 1 - 0          |
| Real Zaragoza | 3 - 2 | Juventus FC      | 3 - 2    | 0 - 0    |                |
| Valencia CF   | 6 - 5 | Újpest FC        | 5 - 2    | 1 - 3    |                |
| AS Řím        | 3 - 5 | Köln             | 3 - 1    | 0 - 4    |                |

## Semifinále
| Tým #1       | Celk. | Tým #2        | 1. zápas | 2. zápas | příp. 3. zápas |
| ------------ | ----- | ------------- | -------- | -------- | -------------- |
| RFC de Liège | 2 - 2 | Real Zaragoza | 1 - 0    | 1 - 2    | 0 - 2          |
| Valencia CF  | 4 - 3 | Köln          | 4 - 1    | 0 - 2    |                |

## Finále
| Tým #1        | Res.  | Tým #2      |
| ------------- | ----- | ----------- |
| Real Zaragoza | 2 - 1 | Valencia CF |

## Vítěz
| Veletržní pohár 1963/64 Real Zaragoza |